# Георг Баварский
Георг Франц Йозеф Луитпольд Мария Баварский (нем. Georg Franz Joseph Luitpold Maria von Bayern; 2 апреля 1880, Мюнхен — 31 мая 1943, Рим) — принц Баварский, сын принца Леопольда Баварского и эрцгерцогини Гизелы Австрийской. Католический священник.

## Биография

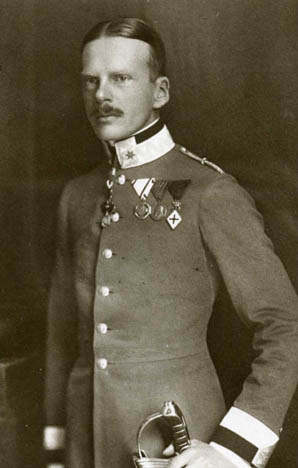
1908 год

New York Times назвала принца Георга любимым внуком императора Австрии Франца Иосифа I и принца-регента Баварии Луитпольда.

### Военная карьера
Георг поступил в баварскую армию в звании младшего лейтенанта за день до своего 17-го дня рождения 1 апреля 1897 года; он был назначен в кавалерийский полк. 8 февраля 1903 года ему было присвоено звание оберлейтенанта, а затем он был переведён в 1-ю королевскую баварскую тяжелую конницу «Принц Карл Баварский». Два года спустя, 27 октября 1905 года, он был повышен до ротмистра, а 26 октября 1906 года — до майора. С 17 августа 1908 года он был также ротмистром, а затем майором в 11-м полке австро-венгерских драгунов «Моравия». Находясь в армии, он стал чемпионом по боксу.
Во время Первой мировой войны Георг сражался как на Западном фронте (включая битву при Аррасе и битву при Ипре), так и на Восточном фронте. В начале войны он был командующим баварскими механизированными войсками, а в конце служил под командованием генерала Эриха фон Фалькенхайна в Палестине. Он был награжден Железным крестом 1-го и 2-го классов и 14 декабря 1917 года получил звание полковника.

### Церковная карьера
В 1919 году Георг ушел в отставку и начал изучать богословие в Инсбруке. Он был рукоположен в сан католического священника 19 марта 1921 года, а вскоре после этого получил докторскую степень по каноническому праву на католическом богословском факультете Инсбрукского университета. Он продолжил своё религиозное образование в Риме и в 1925 году окончил Папскую Церковную академию.
18 ноября 1926 года папа Пий XI сделал Георга прелатом и наградил его титулом монсеньора. В 1930-х Георг был назначен светским каноником в соборе Святого Петра в Риме. 12 ноября 1941 года папа Пий XII наградил Георга титулом апостольского протонотария.
Во время пребывания Риме Георг жил на вилле Сан-Франческо вместе с братьями-францисканцами из Вальдбрайтбаха. Он поддерживал связь со своей семьёй, в том числе со своим двоюродным братом, наследным принцем Баварии Рупрехтом, который переехал в Рим в 1939 году. Он также состоял в переписке с другими королевскими и княжескими домами; в 1930 году в Риме он присутствовал на свадьбе принца Пьемонта (позднее короля Италии Умберто II) с бельгийской принцессой Марией Жозе, а в 1935 году он присутствовал на свадьбе испанского инфанта Хайме. В 1938 году, будучи великим приором Константиновского ордена Святого Георгия, он организовал передачу останков короля Обеих Сицилий Франциска II и его жены королевы Марии Софии из замка в Тегернзе в Кьеза-дель-Санто-Спирито в Риме.
31 мая 1943 года Георг умер на вилле Сан-Франческо. В одном источнике утверждается, что он болел в течение некоторого времени; другой источник сообщает, что он неожиданно скончался от туберкулёза, заразившись во время работы в больнице. Он был похоронен на немецком кладбище прямо за стенами Ватикана. В своём завещании он оставил деньги на оплату новых бронзовых дверей для базилики Святого Петра, в том числе «Двери смерти» Джакомо Манцу и «Дверь таинств» Венанцо Крочетти.